# Om'
L'Om' (anche Om), in russo Омь, è un fiume della Russia siberiana occidentale (Oblast' di Omsk e di Novosibirsk), affluente di destra dell'Irtyš.
Ha origine nella sezione sudorientale della vasta area paludosa del Vasjugan'e, attraversandone poi la sezione meridionale mantenendo direzione mediamente sudorientale; ne esce alcune decine di chilometri prima di incontrare la città di Kujbyšev, dove assume direzione più decisamente orientale iniziando il suo corso nell'arida steppa di Barabinsk, che percorre fino alla foce senza incontrare alcun centro urbano di rilievo ad eccezione di Kalačinsk. Confluisce nell'Irtyš presso la grande città di Omsk, che dal fiume ha preso il nome.
I maggiori affluenti ricevuti nell'Om' sono: Iča (superiore), Iča (inferiore), Uzakla, Kama e Tartas, tutti confluenti dalla destra idrografica.
Il regime idrografico dell'Om' è analogo a quello di quasi tutti i fiumi siberiani. I lunghi periodi di gelo, che si protraggono mediamente da fine ottobre/primi di novembre a fine aprile/inizio maggio; la portata d'acqua, il cui valore è mediamente di 64 m³/s (a circa 120 km dalla foce), può scendere eccezionalmente a 0,8 m³/s alla fine dell'inverno e salire a più di 800 durante i periodi di piena, nella tarda primavera.
Nel periodo di piena, l'Om' è navigabile a monte della foce fino a Kujbyšev.